# Amurakleja
Amurakleja (Aquilegia oxysepala) är en art i familjen ranunkelväxter. Dess utbredningsområde omfattar östra Ryssland, Kina, Korea och Japan.
Arten delas in i två varieteter:
- var. oxysepala har yttre hylleblad som blir 2,5–3 cm långa. Baljkapslar 2,5–3 cm.
- var. kansuensis - har mindre blommor och hyllebladen blir 1,6-2,5 cm och baljkapslarna 1,2–2 cm långa.

## Synonymer
var. oxysepala
Aquilegia oxysepala f. pallidiflora Kitagawa
Aquilegia vulgaris var. oxysepala (Trautvetter & C. A. Meyer) Regel.
var. kansuensis Brühl